# Трявна
Тря̀вна (правопис до 1945 г. Трѣвна) е град в област Габрово, Централна Северна България. Той е административен и стопански център на едноименната община Трявна. Населението на града по данни от преброяването през 2021 година е 7396 жители, което го прави третото по големина населено място в областта. Запазената възрожденска архитектура и културното наследство от този период привличат множество туристи.
По данни на ГРАО към 15 юни 2023 г. в града живеят 8352 души по настоящ адрес и 9071 души по постоянен адрес.

## География
Градът е разположен в долинното разширение на Тревненска река, в северното подножие на Тревненска планина, на 20 km източно от град Габрово, на 226 km от столицата София, на 152 km от Пловдив, на 259 km от Варна и на 207 km от Бургас. Квартали на града са: Божковци, Димиев хан, Кисийска мера, Раданци, Светушка, Стояновци, Хитревци.

## История

### История на града

#### Тракийско селище
Висококултурни тракийски заселвания доказва Тракийско светилище от елинистическата и римската епоха в м. „Елова могила", до с. Поповци (дн. с. Черновръх). Светилището се намира на около 7 km североизточно от града, на ясно обособен, доминиращ над околния терен хълм. В план представлява кръгло каменно съоръжение, в средата на което е изградена каменна площадка. То е свързано с култа към слънцето, почитано от траките през I хил. пр.н.е. и неговата персонификация – божеството, срещано в писмените извори под различни имена – Сабазий, Загрей, Орфей. Светилището е изградено през IV в. пр.н.е. и просъществува до I в. пр.н.е., когато дейността му замира поради римското завоевание на Мизия. Култовото място се възражда в средата на II век и функционира до втората половина на IV в. От този период са по-голямата част от находките, открити при археологически разкопки. Преобладават бронзовите камбанки, които имат ритуално предназначение – чрез техния звън се цели да се привлече вниманието на божеството и посетителя да измоли това, за което е дошъл.

#### Верейския друм
По късно оттук през тревненските старопланински проходи, преминава римският път, идващ от Дискодуратера (дн. с. Гостилица) през планината към Аугуста Траяна (дн. гр. Стара Загора) известен сред местните жители като Верейския друм – свързвал Дунава през римските провинции Мизия и Тракия с Бяло море и Константинопол.

#### По времето на хан Крум
През нощта на 25 срещу 26 юли 811 г. в Тревненския, Върбишкия и Ришкия проходи на Стара планина хан Крум нанася унищожителния разгром на ромеите и убива византийския император Никифор.

#### По времето на Асеневци
В 1190 г. тук българските царе Асен и Петър разгромяват в битката в Тревненския проход войските на император Исак II Ангел, който след Въстанието възстановило българското царство решил отново да заличи България и предприел мащабен поход, безславно завършил след неуспешна обсада на Търново с този разгром. След победата цар Петър се оттегля от управлението на държавата и го предава на цар Асен I, а в чест на голямата българска победа е изградена най-старата църква в града – „Св. Архангел Михаил“.
Според преданието, по времето на Цар Иван Асен II над близкото с. Царева ливада около махала Нейчевци е бил летният дворец на царя, от където са били изкопани „царските саби и други царски неща“. До днес мястото се нарича градът и е чест обект на иманярски набези. Отново според легендата, на ливадите в падината под селото са пасли конете на Асеневци. Оттам е произлязло и името на днешното тревненско село – Царева ливада. Платото до него е историческата местност Стринава. То е по-трудно достъпно и в средновековието е укрепено като стратегическа твърдина. Днес там са запазени останки от крепостни стени и основи на сгради. Едно от укрепленията, открити в района – на 2 km северно от с. Царева ливада, е идентифицирано с крепостта Стринава (Царовището), споменавана от византийски писатели, във връзка с боеве, станали там. Тук е легендарното място, където са родени братята Асен и Петър от майка куманка и баща българин, и по-късно те поискали от византийския император да им разреши да си вдигнат своя крепост и откъзът му дал формалния повод за българското въстание, а след победата асеневци често идвали на почивка и лов в Стринава, която им е била като лятна резиденция. Заедно с принадлежащите на укрепения район още три крепости – Боруна, Куклата и Калето, тя е играла важна роля в отбраната на Втората българска държава. Някои от тези крепости имат троен ред стени, дебели до 2 метра. В околността са намерени монети, стрели, копия, мечове, катинар тежащ 13 kg. Това са безспорни доказателства за интензивен живот. Около Стринавското плато с площ около 5 – 6 квадратни километра, ареалът чак до Трявна изобилства с имена на местности като Цар Асеник, Цар Каоляник, Царюви бахчи, Царското, Стърната, Цар Асенова пътека, самите села Цареви ливади, Кумани, Войници, Скорци и т.н.

#### След Османското нашествие
В края на XIV век, отново настъпват драматични събития, турското нашествие достига до земите около престолния град. През 1393 г. Търново пада под османска власт. Легендите говорят, че тук и в околните села, Веленци (от „веля“ – заповядвам), Поповци (дн. Черновръх) и Цареви ливади се заселват побягнали от Търново представители на духовния клир и боляри. Едно предание, записано от местния учител Христо Даскалов, разказва за много боляри потърсили убежище в Балкана, като много селища в района свързват своето възникване и своите имена именно с тези преломни моменти от историята на българския народ.
Най-старите официални сведения за Трявна са от времето на османската власт – XV-XVI век. В района на днешния град усяда население от високопланинските околни селища, обслужвало през XIII-XIV век. пътищата през планината и осигурявало охраната на проходите. Трявна се структурира като дервентджийско село от хора, изпълняващи военизирани функции. Това състояние е регламентирано със специален султански указ от 8 април 1565 г., в който за първи път се споменава името Трявна. В заповедта се казва, че в планината има място наричано Търнава, където е подходящо да се установи селище, чиито жители, срещу задължението да охраняват и пазят прохода от разбойници, да бъдат освободени от държавните тегоби и обичайни налози. Това осигурява на тревненци данъчни привилегии и пълна свобода.
През XVI и XVII век Трявна бързо се разраства. В града се преселват пришълци от Одринско, Тетевен и др. Липсата на плодородни земи тласнала хората към търсене на друг поминък и възможности, като търговията. Постепенно с труд и предприемчивост жителите на Трявна развиват и превръщат в свое основно препитание художествените занаяти иконопис, дърворезба, казаслък, както и мутафчийство, куюмджийство, гайтанджийство, строителство и др. Освен това до края на 17 век, и по-късно тревненци се занимават с копринарство и розопроизводство. Стоките на местните занаятчии достигали до най-отдалечените пазари на Османската империя, и дори отвъд нейните граници – до Австрия, Влашко и Русия. Икономическият просперитет, изобилието от камък и дърво и близостта до образците на търновското средновековно изкуство са причините от средата на XVII век в града да се роди най-старата от възрожденските художествени школи – Тревненската, която включва три основни направления на художествено-творческа дейност: иконопис, дърворезба и строителство. Основоположник на Тревненската художествена школа е Витан Карчов, който работи през първата половина на XVII век.

#### Участие в борбите за национално освобождение
Много тревненци се включват в борбата за национално освобождение. Активно участват в подпомагането на руските войски при боевете при Шипка – Шейново много от тях, като Минчо Стари, са техни разузнавачи, водачи в планината и доставчици на продоволствия. В Трявна е роден и сподвижникът на Левски, Ангел Кънчев (1850 – 1871 г.). Самият Васил Левски е посещавал града неколкократно, за да организира революционна дейност. Трявна е сред селищата, които се включват в Априлското въстание. На 25 април 1876 г. в града пристига пратеник от Панагюрище с писмо от апостолите на IV Пловдивски революционен окръг Георги Бенковски и Захари Стоянов, с което се призовава към незабавен бунт. Местните дейци, водени от председателя на революционния комитет зографа Цаню Захариев, за десет дни събират чета от 50 души. Водени от войводата Христо Патрев, въстаниците на 5 май завземат града без да срещнат съпротива. На 9 май четата, вече нараснала до 110 души, се изправя срещу башибозук и редовна армия близо до селцето Нова Махала. Благодарение на избраната удобна позиция и организацията си, тревненци успяват да отблъснат три пъти атаките на османците. Въпреки това, те изпитват проблеми заради глад и недостатъчно амуниции и решават да се разделят и да отстъпят. Много от тях са заловени и екзекутирани или изпратени на заточение. През Руско-турската освободителна война от 1877 – 1878 г. вземат участие над 200 тревненци.
Свободата си Трявна посреща по Петровден 1877 г.

#### След Освобождението
От началото на декември 1892 г. тук живее като интерниран Петко войвода до падането на Стамболов, след което на 18 май 1894 г. той се връща във Варна. Гражданството се отнася с дълбока почит и уважение към войводата.
Тревненци участват масово и в петте войни за обединение на България, които се водят между 1885 и 1945 година.
Някогашните занаятчийски работилници прерастват в малки предприятия за мебели и текстил. През втората половина на XX век тук израстват модерни предприятия за производства на вълнен текстил, трикотаж, мебели, машиностроене и военна продукция. Но тревненци използват добре природните дадености на своя красив край и от самото начало на XX век. в Трявна се развива туризъм и курортна дейност. Първите туристи през 1896 г. са посрещнати с леко недоверие, но скоро духа на модерността и вродената предприемчивост вземат връх. През 1910 г. е създадено Дружество за културно-икономическо повдигане на гр. Трявна, което заедно с управата на града, полага големи усилия за благоустрояване на селището и създаване на удобства за почиващите, идващи тук заради красивата природа и здравословния балкански въздух. През 1927 г. са издадени книга за курорта Трявна и пощенски картички, разпространява се и филм за природата и забележителностите на града. Така през 1937 г. Трявна получава статут на „почивно място“ със Заповед на Главна дирекция на народното здраве.
През 1963 г. Трявна официално е обявена за курорт.

### Тревненска художествена школа
През Възраждането в Трявна възниква художествена школа. Основоположник на Тревненската художествена школа е Витан Карчов, които работи през първата половина на 17 век. Тревненската художествена школа е известна най-вече с нейните дърворезбари и зографи.

### Архитектура
Неповторимият облик на Трявна се дължи на нейната самобитна архитектура, на поколенията майстори строители, градили църкви, мостове, училища, сътворили оригиналната и красива тревненска къща. Възрожденските улични ансамбли „Петко Р. Славейков“ и „Асеневци“, в Качаунската махала, са съхранили своята автентичност и романтика. Двукатните къщи с издадени към улицата еркери и широки стрехи привличат почитателите на възрожденската архитектура. Една от най-внушителните и представителни тревненски къщи е Даскаловата. Строена между 1804 – 1808 г., тя е дом на фамилия Даскалови и типичен образец на ранновъзрожденската жилищна архитектура, съчетаваща утилитарност и оригиналност в екстериора. Къщата има традиционна и богата вътрешна уредба. Най-впечатляващите елементи в интериора са резбованите тавани в двете гостни стаи, с форма на слънца – шедьоври на българската дърворезба от епохата на Възраждането. В областта на иконописта работят шест тревненски фамилии, които в продължения на два века създават шедьоври на иконописното изкуство – разхубавения тип възрожденска икона, съчетаващ традициите на средновековната иконография и догматика, и иновациите на Новото време – реализмът, одухотвореността, богатата цветова гама, пейзажността. Тревненските иконописци окичват името на Трявна със слава и блясък, работейки и в най-отдалечените кътчета на българската земя, прокарвайки по този начин внушението на своето изкуство до сърцето на обикновения човек. Тревненските резбари покриват домове и църкви с изящната си дърворезба, която смекчава строгите и еднообразни пропорции на частните и обществените сгради, внасяйки по този начин повече топлина и великолепие в интериора. Майстори-строители, резбари, иконописци достигат изключително майсторство и виртуозност в своите творби и се утвърждават като изключително търсени и ценени през цялото Възраждане. По цялата българска земя те сътворяват и оставят за поколенията неизброими материални и духовни ценности – църкви, манастири, икони, къщи, училища, мостове, чешми, камбанарии и най-вече уникална красота. През 18 и 19 в. Трявна се превръща в един от водещите културни центрове на България, средище, в което наследството от късното средновековие се трансформира по начин, съобразен с новите обществени и икономически реалности. Така с времето започват да наричат Трявна „алтън“, т.е. златна.
Сред шедьоврите на тревненското архитектурно наследство са къщите, градени от Димитър Сергюв. Калинчевата къща (1830), Добревата (1834), Сергевата (1841), Райковата (1846), Киревата (1851), са сред архитектурните творения на прочутия тревненски строител. Най-типичните и хубави образци на тревненската къща са Калинчевата и Райковата (паметник на културата с национално значение). Къщите имат сходно обемно-пространствено решение – двуетажни, с представителна фасада, обърната към уличната линия; дюкян откъм улицата; еркерно наддаване на втория, жилищния етаж над първия (което разчупва фасадата и смекчава строгостта на къщата); голям чардак на втория етаж, отворен към обширен вътрешен двор.
Попангеловата къща, строена към края на XVIII век, е малко встрани от централния градски ансамбъл. От м. октомври 2023 г. в нея се помещава музей на Тревненската архитектурна школа с нова музейна експозиция „Строителство“. Преставени са документи и инструментариум, свързани със занаята, макети на сгради, дело на тревненски строители. Към музейния обект има нова сграда, в която се помещава Музейният образователен център.
В годините на чуждо владичество тревненци не само се проявяват като талантливи майстори, но и така организират родното си място, в което живеят, че и до днес буди възхищение и създава повод за национална гордост архитектурния комплекс в центъра на града, включващ няколко значими паметници на строителното изкуство, свидетелстващи за предприемчивия дух на тревненеца, стремежа му към красота и самоизява.
В центъра на Трявна се намира единственият запазен днес възрожденски площад в България, с прилежащите му наоколо сгради. Уникален с градоустройственото си решение, което позволява събирането на множество хора по различни поводи. Почти всички сгради, затварящи площадното пространство имат забележителна архитектурна стойност. Строени в различно време от различни майстори, талантът на възрожденския архитект е безспорен. Площад „Дядо Никола“ е най-значимият, уникален и цялостно запазен възрожденски площад – ансамбъл с прочутата часовникова кула на града, споменавана и от Славейков (като основна причина за гордост у тревненци), „Славейковото (Старото) Школо“, от дясно на площада, понастоящем художествена галерия и музей на тревненската резбарска школа, с древния храм „Св. Архангел Михаил“ до него през улицата и стария каменен „Гивгирен мост“ (Гърбавия мост), свързващ чаршията с площада.
Най-представителната сграда на площада с часовниковата кула е Тревненското школо. Школото е сред първите светски училища в България. Будните и предприемчиви тревненци не остават назад от напредничавите идеи на Възраждането и с усилията на цялата тревненска общественост е построена сграда, в която е организирано едно от първите в България светски училища, където се преподава по най-модерните за епохата педагогически методи. Строена през периода 1836 – 1839 г. сградата е издължена, с правоъгълен план, с помещения от всички страни, затварящи неголям вътрешен двор. Планът на сградата наподобява манастирските комплекси от това време. Осем години с известни прекъсвания в него е бил учител големият български поет, писател, публицист, обществен и политически деец Петко Р. Славейков. Домът, в който е живяло неговото семейство сега е превърнат в музей. Тук се ражда и неговият син Пенчо Славейков – един от най-видните български поети и културни дейци.
Хармонично свързан с околната архитектурна среда и облика на Трявна е сводестият каменен мост, построен от Димитър Сергюв през 1844 – 1845 г. Заедно с Часовниковата кула той се е превърнал в един от символите на града. Той привнася допълнителен заряд за неповторимата атмосфера на Трявна.
Часовниковата кула (1814 г.): „направи се тревненския сахат…“ – е записал летописецът на Трявна поп Йовчо. Легендата разказва, че за да се получи разрешение от османската власт за строежа на кулата, тревненки е трябвало да се откажат да носят традиционния накит за глава, сокай, наподобяващ красивите царски диадеми. Часовниковият механизъм е изработен и поставен през 1815 г. от габровските майстори Къню и Геню Радославови. Днес Часовниковата кула е един от символите на Трявна. Стройният каменен силует, останал сякаш непреходен за годините, насочва погледа нагоре към бронзовата камбанария, чийто камбанен звън отмерва времето и изтичащия човешки живот.
Къщите в архитектурния резерват са запазили автентичния си вид с резбарските работилници и дюкяни, а покривите са с каменни плочи. В такъв стил е и черквата на града (точно срещу часовниковата кула).
Забележителни като композиции са двете църкви на града. В чест на битката в Тревненския проход, 1185 г., е изградена най-старата църква в Трявна – храмът „Св. Архангел Михаил“. Черквата е неделим елемент от композицията на старинния площад с часовниковата кула. Датата на изграждането ѝ не е известна. През 1798 г. църквата е опожарена от кърджалиите и е повторно възобновена от тревненци през 1819 г. В план представлява трикорабна, едноапсидна псевдобазилика с притвор. Иконите на храма и иконостаса са изработени от представители на Витановската фамилия, в периода 1820 – 1821 г.
Другата градска църква е „Свети Георги“. Църквата е разположена в „Долната“ махала на града. Построена е в периода 1848 – 1852 г. от първомайстор Димитър Сергюв. Иконостасът на храма е изработен от Димитър Дойковчето – един от най-талантливите тревненски майстори резбари. Представители на Витановската фамилия изписват иконите, а стенописите са дело на зографи от Захариевската фамилия и фамилията на поп Димитър Кънчов.
През 1938 г. съпругата на цар Борис III, царица Йоанна дарява своята зестра за построяването на Детския царски санаториум за лечение и профилактика на белодробни заболявания, който е открит през 1943 г. В него идват да се лекуват и оздравяват деца от всички краища на България.

## Близки селища и други забележителности
В околността са живописните селища Боженците (Боженци), Скорците, Веленци, Куманите, Войниците, Поповци (Черновръх), Генчовци, Енчовци, Божковци, Бижевци, Раданци, Плачковци. Характерният за балканджиите хумор прави областта около Габрово и Трявна център на най-зевзешки селищни имена в България, тук са: Дупините (Николаево), Сърбогъзите, Гъзурниците (Любово), Пръдлевци и Дупелите (съседни на предходното), Търсигъзи (Търсиите, Андреево), Торба лъжи, Хитревци, Креслювци, Бърборци, Киселковци, Мръзеци, Трапесковци, Свирци, Кисийците, Малчовци, Бахреци, Къртипъня, Пържиграх, Бангейци, Чакалите, Бърдени, Побък, Врабците и т.н. Наблизо са Върховете Голям Бедек и Малък Бедек, параклисите и екопътеките към връх Бъзовец и връх Голям Кръстец, пещерите Змеюва дупка (Змеева, Змейова дупка) до самия град Трявна и Марина (Парова) дупка при с. Генчовци, Национален природен парк „Българка“ с местностите Виканата скала и Студения кладенец. Географският център на България в местността Узана в централна Стара планина се намира на 40 км от Трявна.

## Население

### Преброявания
Долната таблица показва изменението на населението на града в периода след Втората световна война (1946 – 2021):
| Трявна                                                                                   | Трявна | Трявна | Трявна | Трявна | Трявна | Трявна | Трявна | Трявна | Трявна | Трявна | Трявна | Трявна |
| ---------------------------------------------------------------------------------------- | ------ | ------ | ------ | ------ | ------ | ------ | ------ | ------ | ------ | ------ | ------ | ------ |
| Година                                                                                   | 1946   | 1956   | 1965   | 1975   | 1985   | 1992   | 2001   | 2005   | 2007   | 2009   | 2011   | 2021   |
| Население                                                                                | 4355   | 5965   | 9690   | 12 532 | 12 909 | 12 491 | 11 131 | 10 393 | 10 160 | 9831   | 9426   | 7396   |
| Източници: Национален Статистически Институт, „citypopulation.de“, „pop-stat.mashke.org“ |        |        |        |        |        |        |        |        |        |        |        |        |

Численост на населението според преброяванията през годините:
| \| Година на преброяване \| Численост \| \| --------------------- \| --------- \| \| 1910 \| 2347 \| \| 1920 \| 2316 \| \| 1926 \| 2461 \| \| 1934 \| 2933 \| \| 1946 \| 4355 \| \| 1956 \| 5965 \| \| 1965 \| 9690 \| \| 1975 \| 12 532 \| \| 1985 \| 12 909 \| \| 1992 \| 12 491 \| \| 2001 \| 11 131 \| \| 2011 \| 9426 \| \| 2021 \| 7396 \| |           |
| Година на преброяване | Численост |
| 1910 | 2347      |
| 1920 | 2316      |
| 1926 | 2461      |
| 1934 | 2933      |
| 1946 | 4355      |
| 1956 | 5965      |
| 1965 | 9690      |
| 1975 | 12 532    |
| 1985 | 12 909    |
| 1992 | 12 491    |
| 2001 | 11 131    |
| 2011 | 9426      |
| 2021 | 7396      |

### Религии
Православно християнство

## Политика

### Кметове от 1991 г.
- 1991 – Людмил Иванов.
- 1995 – Тодор Шарланджиев (Предизборна коалиция БСП, БЗНС Александър Стамболийски, ПК Екогласност) печели на първи тур с 62% срещу Никола Бонев (СДС, НС-БЗНС).
- 1999 – Стефан Данаилов (ОДС плюс) печели на втори тур с 50% срещу Тодор Шарланджиев (БСП, ПК Екогласност).
- 2003 – Стефан Данаилов (Коалиция „За Трявна“) печели на втори тур с 60% срещу Александър Атанасов (БСП).
- 2007 – Драгомир Николов (Инициативен комитет) печели на втори тур с 51,98% срещу Стефан Данаилов (Коалиция „За Трявна“).
- 2011 – Драгомир Николов (КП „Възраждане“) печели на втори тур с 51,76% срещу Людмил Бучев (КП „ПРОМЯНА“).
- 2015 – Дончо Захариев („ГЕРБ“).
- 2019 – Силвия Кръстева (ПП „ВМРО – БНД“)
- 2023 – Денчо Минев („ГЕРБ“)

### Общински съвет
Според Закона за местното самоуправление и местната администрация управлението на град Трявна е съставено от градоначалник и общински съвет от 17 съветници. На всеки четири години се избира нов общински съвет и кмет, като следващите избори са предвидени за 2023 година. Разпределението на местата в общинския съвет след последните избори от 27 октомври 2019 година е следното:
| Партия                                         | Изборен резултат | Получени гласове | Места |
| ---------------------------------------------- | ---------------- | ---------------- | ----- |
| ПП „ВМРО – БНД“                                |                  |                  | 3     |
| ПП „ГЕРБ“                                      |                  |                  | 3     |
| МК „Алтернативата на гражданите – Движение 21“ |                  |                  | 2     |
| ПП „БАСТА“                                     |                  |                  | 2     |
| МК „МИР“                                       |                  |                  | 2     |
| ДЕМОКРАТИЧНА БЪЛГАРИЯ – ОБЕДИНЕНИЕ             |                  |                  | 2     |
| ПП „Възраждане“                                |                  |                  | 2     |
| МК „Български социалдемократи“                 |                  |                  | 1     |

### Побратимени градове
|         | Държава   | Град     |
| ------- | --------- | -------- |
|         | Швейцария | Бриенц   |
| Беларус | Беларус   | Осипович |

Членове на многостранната мрежа за сътрудничество „Дузелаж“:
|                 | Държава            | Град         |
| --------------- | ------------------ | ------------ |
| Република Кипър | Република Кипър    | Агрос        |
|                 | Испания            | Алтеа        |
|                 | Финландия          | Асиккала     |
|                 | Германия           | Бад Кьотцинг |
|                 | Италия             | Беладжо      |
|                 | Ирландия           | Бъндоран     |
|                 | Полша              | Чойна        |
|                 | Франция            | Гранвил      |
|                 | Дания              | Холстебро    |
|                 | Белгия             | Уфализ       |
|                 | Австрия            | Юденбург     |
|                 | Унгария            | Кюсег        |
|                 | Малта              | Марсаскала   |
|                 | Нидерландия        | Меерсен      |
|                 | Люксембург         | Нидеранвен   |
|                 | Швеция             | Оксельосунд  |
|                 | Гърция             | Превеза      |
|                 | Литва              | Рокишкис     |
|                 | Хърватия           | Ровин        |
|                 | Португалия         | Сесимбра     |
|                 | Обединено кралство | Шербърн      |
|                 | Латвия             | Сигулда      |
|                 | Румъния            | Сирет        |
|                 | Словения           | Шкофя Лока   |
|                 | Чехия              | Сушице       |
|                 | Естония            | Тюри         |
|                 | Словакия           | Зволен       |

## Икономика и инфраструктура
Трявна разполага с жп гара по линията Г. Оряховица – Дъбово – Стара Загора/Подкова. С влака до съседната гара Плачковци се стига за около 8 минути. От гара Г. Оряховица се правят връзки с влаковете за Плевен, Червен бряг, София, Шумен, Варна, Полски Тръмбеш и Русе, а от гара Царева ливада – за Габрово.

## Медии
- Тревненска седмица, седмичен вестник
- ТВ-Нет Сателит, местен кабелен оператор

## Култура и развлечения

### Музеи
В Трявна се намира Специализираният музей за резбарско и зографско изкуство, една от забележителности от Стоте национални туристически обекта на Българския туристически съюз, обединяващ осем музейни обекта: „Даскалова къща“, „Райковата къща“ (родната къща на проф. Пенчо Райков – първият български химик), къща музей „Ангел Кънчев“, Старото школо, Музей на иконата, Славейкова къща (родната къща на писателя Пенчо Славейков), галерия „Казаков“ и музея за азиатско и африканско изкуство. Други запазени старинни сгради с музейна насоченост са „Калинчевата къща“ (с художествената галерия „Гъбенски“), къщата на поп Кою Витанов, Часовниковата кула, Попангеловата къща, и т.н.

### Храмове
- „Св. Архангел Михаил“ – свещ. Николай Николаев, свещеноиконом Георги Георгиев
- „Св. Георги“ – свещ. Николай Николаев, свещ. Петър Савов, GSM : 0879207816
- „Св. Никола“ - кв. „Светушка“ - свещ. Николай Николаев

### Люлка на възрожденци
Трявна е роден град на Пенчо Славейков и Ангел Кънчев, в него е живял и Капитан Петко Войвода. Това е един от центровете на българското възраждане, иконопис, резбарство, дюлгерство, просвета, църковни и националноосвободителни борби. Запазени са къщите с възрожденска архитектура и произведенията на тревненската иконописна школа. Най-забележителните архитектурни паметници и музеи в града са Славейковото (Старото) школо (1836 г.), църквите „Св. Архангел Михаил“ (1819 г.) и „Св. Георги“ (1848 г.), Часовникова кула (1814 г.), Даскаловата къща (1804 г.), Славейковата къща (1830 г.), Ангел Кънчовата къща (1805 г.), Райковата къща (1846 г.), Калинчевата къща (1830 г.), (Царският параклис на царица Йоана (1943 г., проект арх. Йордан Севов) – Музей на иконата, Старата баня (началото на ХХ в.) – Музей на Азиатското и африканското изкуство, Галерията на Тревненската иконописна школа в Царския детски санаториум, Тракийското светилище (IV в. пр. Хр.), Тракийско скално светилище от ранножелязната епоха – „Сечен камък", Пещерите Килиите обитавани през II – I хил. пр. Хр., съвсем близкото Боженци, с. Скорците съхранило иконописи от Захари Зограф, Крепостта Стринава XII в. при с. Царева ливада, манастирите Дряновски (XII в.) с пещерата Бачо Киро – на 300 m от него, Килифаревски (1348 г.) и Соколски манастир (1833 г.), Римският трансхемски път (III – IV в. сл. Хр.) и т.н.

### Редовни събития
- Славейкови празници
- Фестивал „Балканът пее и разказва“ се провежда на ротационен принцип в балканските градове Елена, Дряново, Котел, Трявна, Твърдица и Гурково.
- Празнуване на Баба Марта

### Спорт
Футболният отбор на града се нарича „ФК Трявна“.
В град Трявна също се намира и развива спортен клуб по Карате Киокушин. Клубът се казва „СК Даймио“.

### Кухня
Тревненска гъбена чорба
Тревненци се гордеят, че от начина на приготвяне на тази чорба е произлязъл изразът „прост като гъбена чорба“. Тя се приготвя от няколко вида горски гъби. Прибавят се само ориз (фиде), лук, тарос (естрагон), смлян черен пипер и сол на вкус. От смесването на няколкото вида гъби се получава много пикантен гъбен аромат, който се запазва именно от липсата на много подправки. Не се използва никаква мазнина.